# Протесты в Афганистане (2021)
Афганские протесты 2021 года — продолжающиеся с 17 августа 2021 до 16 января 2022 года протесты в Афганистане против новой власти «Талибана».

## История
Во время наступления Талибана летом 2021 года, когда повстанцы Талибана захватили большие участки территории и напали на несколько городов, ряд мирных жителей начали проправительственные протесты против Талибана. 2 августа большое количество людей в западном городе Герат поднялось на крыши своих домов, используя такбир как сплачивающий клич. На следующий день аналогичные протесты распространились повсюду: в столице Афганистана — Кабуле жители использовали тот же клич, собираясь на улицах, размахивая афганским флагом, это произошло вскоре после того, как талибы устроили мощный взрыв бомбы в доме министра обороны. 
Протесты в Герате вызвали протесты в провинциях Нангархар, Хост, Кунар и Бамиан.
15 августа 2021 талибы захватили Кабул. Это вызвало у многих панику, вызвав очень активную эвакуацию военных, сотрудников посольств и частично гражданского населения.

## Протесты
17 августа 2021 года в Кабуле были зарегистрированы небольшие протесты женщин с требованием равных прав для женщин.
На следующий день в городах, населенных восточными пуштунами вспыхнули более масштабные протесты. 18 августа талибы открыли огонь по демонстрантам в Джелалабаде, в результате чего по меньшей мере два человек были убиты и более десятка ранены. Талибан пообещал не проявлять жестокости в своем правлении, а смерть произошла, по словам очевидцев, когда местные жители пытались установить национальный флаг Афганистана на площади в Джелалабаде.. Поступали также сообщения о том, что люди пытались водрузить государственный флаг Афганистана в восточных городах Хост и Асадабад.
На следующий день, 19 августа, в День независимости Афганистана, протесты, как сообщалось, распространились на большее количество городов, в том числе крупные отдельные протесты в Кабуле, когда 200 человек собрались на одну демонстрацию. На столичной площади Абдул Хак молодые афганцы закрепили национальные флаги на пустующих флагштоках. Участников акции в итоге разогнали боевики «Талибана».. 
Поступали многочисленные сообщения о том, что флаг талибов был снесен и заменен флагом Исламской Республики Афганистан, и протестующие, как сообщалось, носили этот флаг. 
Позднее некоторые СМИ сообщили, что протесты в Кабуле вылились в тысячи протестующих. 
Сообщалось, что несколько протестующих были убиты в Асадабаде после того, как в них стреляли, когда они размахивали национальными флагами во время Дня независимости Афганистана где к протестам присоединились «сотни людей». 19 декабря в Кабуле шествие машин и людей несли длинный афганский триколор как символ неповиновения.. 
19-го числа в провинции Хост талибы силой разогнали ещё одну акцию протеста и объявили 24-часовой комендантский час; тем временем в провинции Нангархар было опубликовано видео, на котором видно, как истекающий кровью демонстрант уходит с  огнестрельным ранением.
Амрулла Салех, бывший вице-президент и объявленный действующим «временным лицом» президента Афганистана   Панджшерским сопротивлением в соответствии с афганской конституцией в случае бегства за границу бывшего президента Ашрафа Гани, приветствовал протестующих, "которые несут национальный флаг и, таким образом, выступают за достоинство нации "19 августа. Тем не менее, приоритет США по-прежнему направлен на охрану периметра аэропорта, а также на увеличение числа эвакуированных из столицы Кабула, сообщили официальные лица Пентагона.
20 августа афганские женщины провели акцию протеста, посвященную их опасениям за будущее и участию женщин в новом правительстве. Правозащитница Фариха Эсар заявила: «Мы не откажемся от нашего права на образование, права на работу и нашего права на участие в политической и общественной жизни».

## Ответ талибов
Несмотря на обещания умеренности, силы талибов, как сообщается, нападали на журналистов, освещавших протесты в Джелалабаде и Кабуле.
19 августа талибы призвали мусульманское духовенство сказать своим прихожанам оставаться в стране и противостоять «негативной пропаганде» в четверг, а также призвали афганцев вернуться к работе. 
«Талибан» также призвал имамов перед пятничной молитвой, убеждать людей не покидать страну

## Международные реакции
- В Канаде несколько канадцев вышли на улицы, чтобы выразить свою поддержку эвакуированным, оставшимся в Афганистане, после решения федерального правительства прекратить свою миссию по эвакуации[19].

- В Афинах сотни афганцев собрались у посольства США, призывая международное сообщество к миру[20].